# 霍蘭三棘魨
霍蘭三棘魨（学名：Hollardia hollardi）為輻鰭魚綱魨形目擬三刺魨亞目擬三棘魨科的其中一種，為深海魚類，分布於西大西洋區，從美國佛羅里達州、百慕達群島至南美洲北部海域，棲息深度230-915公尺，體長可達11.5公分，生活習性不明。